# Football féminin en Île-de-France
Le football féminin en Île-de-France a débuté en 1917 et a été marqué par plusieurs rivalités.

## Histoire

### La naissance du football féminin français à Paris
En 1917, le Fémina Sport crée une section de football. Le premier match est disputé le 2 octobre 1917 entre deux équipes du club. La première compétition féminine de football en France est organisée l'année suivante entre des formations parisiennes. Après la Première Guerre mondiale est créé le premier championnat de France sous l'égide de la FSFSF. Les trophées terminent systématiquement dans les mains des équipes franciliennes. Fémina Sport domine le palmarès, challengé par l'En Avant. Les Sportives et l'Olympique remportent également un titre. En 1923, on compte pas moins de 18 équipes féminines à Paris. La FSFSF finit par abandonner le football en 1933, sous la pression des institutions de l'époque, et est brièvement suppléée par une ligue parisienne jusqu'en 1937.

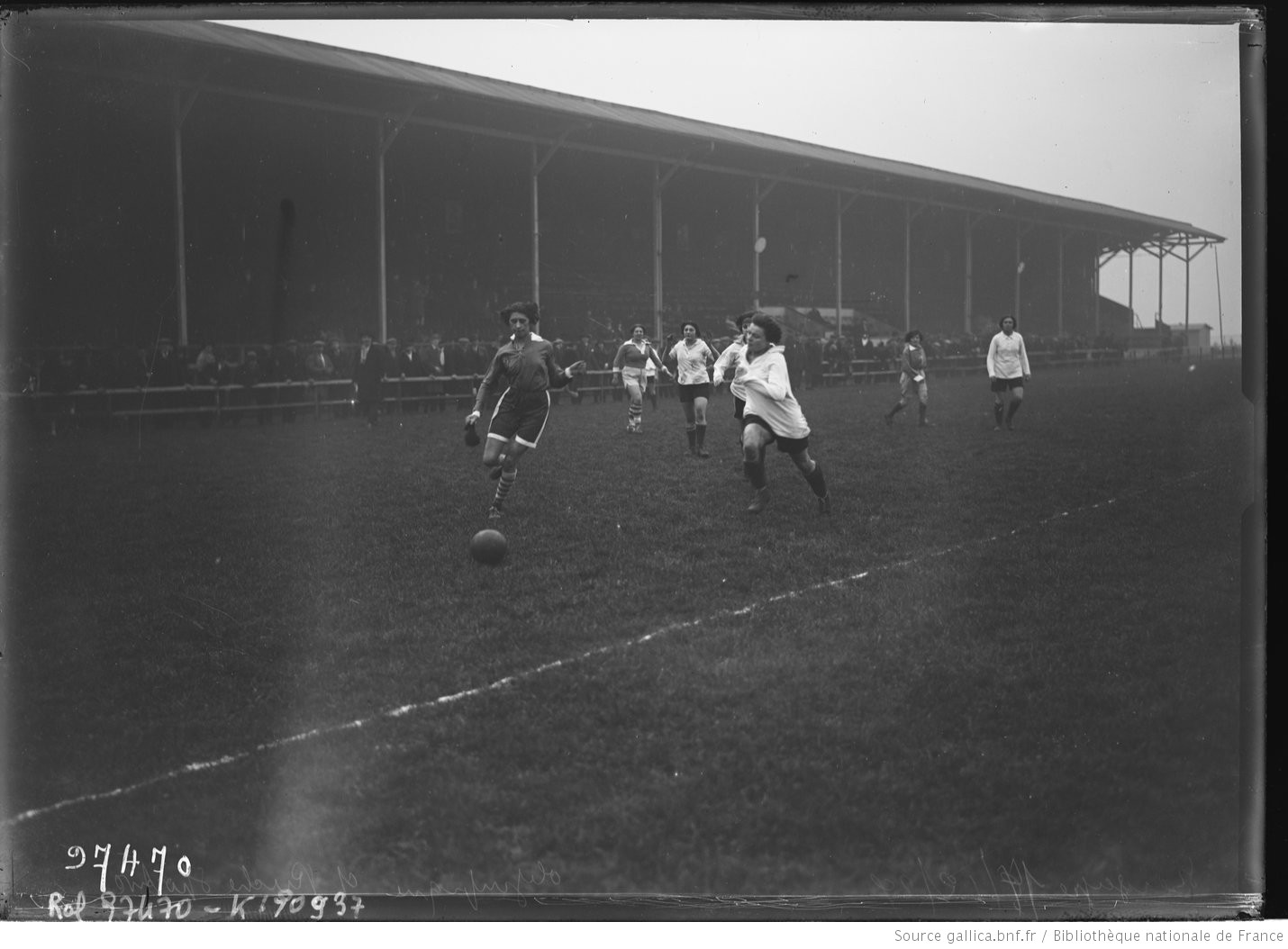
Match entre l'Olympique et la Ruche sportive au Stade Bergeyre le 14 décembre 1924.

### La domination de la VGA Saint-Maur
En 1970, la FFF reconnaît officiellement le football féminin, ouvrant la voie à la création de clubs et de compétitions féminines. Un championnat d'Île-de-France est créé dès 1971, remporté par le RC Joinville devant la VGA Saint-Maur. Lors du premier championnat de France officiel, en 1974-1975, ce dernier est le représentant de l'Île-de-France dans la compétition. Le club du Val-de-Marne domine le football francilien et national dans les années 1980, remportant six titres de champion de France entre 1983 et 1990.

### L'émergence du FCF Juvisy
Au tournant des années 1990, la principale rivalité francilienne se joue entre la VGA Saint-Maur et le ES Juvisy. Les Essoniennes sont éliminées deux fois de suite par la VGA en demi-finale du championnat, en 1990 et en 1991. Juvisy attire cependant certaines joueuses de Saint-Maur, à l'image de l'internationale Laurence Richoux, et finit par décrocher enfin le titre la saison suivante. Le club, renommé entre temps FCF Juvisy, remporte lui aussi six titres nationaux, de 1992 à 2006, et domine la scène francilienne des années 1990.

### La domination du Paris Saint-Germain
En 2008, le Paris Saint-Germain élimine Juvisy en demi-finale de coupe de France, avant de buter en finale sur l'Olympique lyonnais. Le club reste dans le ventre mou de la première division dans les années 2000, avant une première vague de recrutement de stars en 2009. Après une première victoire en coupe de France en 2010, le PSG s'impose réellement comme un des cadors du football féminin français et francilien à partir de l'arrivée de QSI en 2012. Le club devient professionnel et termine deuxième du championnat en 2013, se qualifiant pour la Ligue des champions, puis récidive les saisons suivante. En 2015, le PSG atteint une première fois la finale de la Ligue des champions, qu'il perd contre Francfort, puis réédite cette performance deux saisons plus tard. Il remporte à nouveau la coupe de France en 2018. En 2021, le PSG remporte enfin le championnat, mettant fin à la domination lyonnaise, et ramenant le titre en Île-de-France pour la première fois depuis le sacre de Juvisy en 2006.

## Clubs féminins franciliens de D1 dans l'histoire
| Club                      | Logo | Fondation | Période en D1                   | Statut actuel    | Commentaire |
| ------------------------- | ---- | --------- | ------------------------------- | ---------------- | --- |
| VGA Saint-Maur            |      | 1968      | 1974-1976, 1978-1998, 2015-2016 | Régional 1       | Six fois champion de France entre 1983 et 1990. |
| Paris FC                  |      | 1971      | 1976-1978, 1979-1985, 1986-     | Première Ligue   | Six fois champion de France entre 1992 et 2006. Demi-finaliste de Ligue des champions en 2013. Le club est créé sous le nom de ES Juvisy-sur-Orge, puis FCF Juvisy, avant de devenir la section féminine du Paris FC. |
| Racing Club de France     |      |           | 1979-1980                       | Régional 3       | Le club est fondé sous le nom de FCF Colombes, et devient la section féminine du Racing dans les années 2010. |
| ASPTT Paris               |      |           | 1979-1980                       |                  | |
| Paris Saint-Germain       |      | 1971      | 1979-1992, 1994-1995, 2001-     | Première Ligue   | Champion de France en 2021. Finaliste de Ligue des champions en 2015 et 2017. |
| AS Poissy                 |      |           | 1983-1996                       | Régional 1       | Fondé sous le nom de JSF Poissy, le club devient la section féminine de l'AS Poissy en 2011. |
| Blanc-Mesnil SF           |      |           | 1991-1992, 1993-1994            | Départementale 1 | Le club est fondé sous le nom de CS Blanc-Mesnil, avant de devenir la section féminine du Blanc-Mesnil SF à la création du club en 1997.                                                                              |
| AS Montigny-le-Bretonneux |      | 1985      | 2009-2010                       |                  | |
| GPSO 92 Issy              |      | 1997      | 2012-2013, 2014-2015, 2020-2022 | Régional 1       | Fondé sous le nom de EuroPeru AFF. |
| FC Fleury 91              |      | 2003      | 2017-                           | Première Ligue   | Le club est fondé sous le nom de FCF Val-d'Orge avant de devenir la section féminine du FC Fleury 91 en 2017. |

## Rivalités

### Rivalité entre le Paris FC et le Paris Saint-Germain

#### Histoire
La première confrontation entre le PSG et le club essonnien FCF Juvisy, devenu le Paris FC en 2017, remonte au 27 octobre 1979. Des années 1990 à la fin des années 2000, les victoires sont principalement du côté de Juvisy. Si lors de ses deux premières saisons en D1 en 2001 et 2002, le PSG parvient à battre deux fois Juvisy, les Essoniennes dominent cependant largement les débats les saisons suivantes. Le 18 décembre 2005, à l'occasion du derby entre les deux équipes en championnat, l'effectif du PSG est si dégarni que l'équipe se présente sur le terrain avec seulement 9 joueuses. En face, Juvisy, futur champion, dispose d'un effectif fourni avec les principales stars de l'Équipe de France, et écrase Paris 5-0. La même saison, Juvisy élimine facilement le PSG en coupe de France 7-0. En 2008, les deux équipes se retrouvent en demi-finale de la Coupe de France, et c'est cette fois le PSG qui l'emporte grâce à un doublé de Marie-Laure Delie. L'année suivante, pour son premier match au Parc des Princes, le PSG bat Juvisy 1-0 (but de Camille Abily). Depuis 2013 et la dernière victoire de Juvisy dans le derby, le PSG ne laisse que très peu d'espoir à son rival régional. Les années passant, le PSG inscrit de plus en plus de scores larges en sa faveur, la confrontation se galvaudant peu à peu.

#### Historique des confrontations
| Liste des rencontres officielles entre le Paris FC (ex-FCF Juvisy) et le Paris SG | Liste des rencontres officielles entre le Paris FC (ex-FCF Juvisy) et le Paris SG | Liste des rencontres officielles entre le Paris FC (ex-FCF Juvisy) et le Paris SG | Liste des rencontres officielles entre le Paris FC (ex-FCF Juvisy) et le Paris SG | Liste des rencontres officielles entre le Paris FC (ex-FCF Juvisy) et le Paris SG | Liste des rencontres officielles entre le Paris FC (ex-FCF Juvisy) et le Paris SG                                                 | Liste des rencontres officielles entre le Paris FC (ex-FCF Juvisy) et le Paris SG                              | Liste des rencontres officielles entre le Paris FC (ex-FCF Juvisy) et le Paris SG |
|                                                                                   | Date                                                                              | Lieu                                                                              | Compétition                                                                       | Résultat                                                                          | Buteuses/Paris FC | Buteuses/PSG                                                                                                   | Affluence                                                                         |
| --------------------------------------------------------------------------------- | --------------------------------------------------------------------------------- | --------------------------------------------------------------------------------- | --------------------------------------------------------------------------------- | --------------------------------------------------------------------------------- | --- | --- | --------------------------------------------------------------------------------- |
| 1.                                                                                | 27/10/1979                                                                        |                                                                                   | CFF - 5e journée                                                                  | PSG 1 - 2 JUV                                                                     | | |                                                                                   |
| 2.                                                                                | 23/03/1980                                                                        |                                                                                   | CFF - 12e journée                                                                 | JUV 1 - 2 PSG                                                                     | | |                                                                                   |
| 3.                                                                                | 14/09/1980                                                                        |                                                                                   | CFF - 1re journée                                                                 | PSG 0 - 1 JUV                                                                     | | – |                                                                                   |
| 4.                                                                                | 29/11/1980                                                                        |                                                                                   | CFF - 8e journée                                                                  | JUV 0 - 1 PSG                                                                     | – | |                                                                                   |
| 5.                                                                                | 04/10/1981                                                                        |                                                                                   | CFF - 1re journée                                                                 | PSG 0 - 0 JUV                                                                     | – | – |                                                                                   |
| 6.                                                                                | 31/01/1982                                                                        |                                                                                   | CFF - 8e journée                                                                  | JUV 3 - 0 PSG                                                                     | | – |                                                                                   |
| 7.                                                                                | 17/10/1982                                                                        |                                                                                   | CFF - 4e journée                                                                  | JUV - 1 - 0 PSG                                                                   | | – |                                                                                   |
| 8.                                                                                | 28/11/1982                                                                        |                                                                                   | CFF - 9e journée                                                                  | PSG 0 - 0 JUV                                                                     | – | – |                                                                                   |
| 9.                                                                                | 09/10/1983                                                                        |                                                                                   | CFF - 3e journée                                                                  | PSG 0 - 2 JUV                                                                     | | – |                                                                                   |
| 10.                                                                               | 20/11/1983                                                                        |                                                                                   | CFF - 8e journée                                                                  | JUV 4 - 2 PSG                                                                     | | |                                                                                   |
| 11.                                                                               | 30/09/1984                                                                        |                                                                                   | CFF - 2e journée                                                                  | PSG 1 - 3 JUV                                                                     | | |                                                                                   |
| 12.                                                                               | 18/11/1984                                                                        |                                                                                   | CFF - 7e journée                                                                  | JUV 2 - 0 PSG                                                                     | | – |                                                                                   |
| 13.                                                                               | 08/11/1987                                                                        |                                                                                   | CFF - 7e journée                                                                  | JUV 4 - 0 PSG                                                                     | | – |                                                                                   |
| 14.                                                                               | 20/03/1988                                                                        |                                                                                   | CFF - 16e journée                                                                 | PSG 1 - 0 JUV                                                                     | – | |                                                                                   |
| 15.                                                                               | 18/09/1988                                                                        |                                                                                   | CFF - 1re journée                                                                 | PSG 1 - 5 JUV                                                                     | | |                                                                                   |
| 16.                                                                               | 22/01/1989                                                                        |                                                                                   | CFF - 10e journée                                                                 | JUV 0 - 3 PSG                                                                     | – | |                                                                                   |
| 17.                                                                               | 16/10/1994                                                                        |                                                                                   | N1A - 5e journée                                                                  | JUV 2 - 1 PSG                                                                     | | | ?                                                                                 |
| 18.                                                                               | 19/03/1995                                                                        |                                                                                   | N1A - 16e journée                                                                 | PSG 0 - 1 JUV                                                                     | | – | ?                                                                                 |
| 19.                                                                               | 23/09/2001                                                                        |                                                                                   | D1 - 3e journée                                                                   | PSG 2 - 1 JUV                                                                     | Aline Riera 40e (pen.) | Béatrice Basse 28e · Ingrid Boyeldieu 40e                                                                      | ?                                                                                 |
| 20.                                                                               | 26/01/2002                                                                        |                                                                                   | D1 - 13e journée                                                                  | JUV 2 - 0 PSG                                                                     | Sandrine Soubeyrand 66e · Laurence Richoux 86e                                                                                    | – | ?                                                                                 |
| 21.                                                                               | 20/10/2002                                                                        |                                                                                   | D1 - 6e journée                                                                   | JUV 1 - 2 PSG                                                                     | Stéphanie Mugneret-Béghé 78e | Ingrid Boyeldieu 73e 84e                                                                                       | ?                                                                                 |
| 22.                                                                               | 09/02/2003                                                                        |                                                                                   | D1 - 16e journée                                                                  | PSG 0 - 2 JUV                                                                     | Lydie Perraudeau 69e · Aurélie Cousset 85e                                                                                        | – | ?                                                                                 |
| 23.                                                                               | 26/10/2003                                                                        | Stade la banque de France, Bougival                                               | D1 - 3e journée                                                                   | PSG 0 - 1 JUV                                                                     | Sophie Svaluto 75e | – | 200                                                                               |
| 24.                                                                               | 25/01/2004                                                                        | Stade Raoul-Perrin, Viry-Châtillon                                                | D1 - 13e journée                                                                  | JUV 3 - 1 PSG                                                                     | Virginie Bourdille-Mendes 38e · Laure Dupont 43e · Peggy Provost 61e                                                              | | 200                                                                               |
| 25.                                                                               | 07/11/2004                                                                        | Stade Georges-Maquin, Viry-Châtillon                                              | D1 - 8e journée                                                                   | JUV 1 - 0 PSG                                                                     | Laëtitia Tonazzi 62e | – | 250                                                                               |
| 26.                                                                               | 20/03/2005                                                                        | Stade Georges-Lefèvre, St-Germain-en-Laye                                         | D1 - 18e journée                                                                  | PSG 0 - 4 JUV                                                                     | Marinette Pichon 40e 58e · Sophie Guyennot 65e · Peggy Provost 75e                                                                | – | 100                                                                               |
| 27.                                                                               | 05/05/2005                                                                        |                                                                                   | Coupe de France - 1/2 finale                                                      | PSG 0 - 7 JUV                                                                     | Sandrine Soubeyrand 27e 36e · Stéphanie Mugneret-Béghé 55e · Marinette Pichon 57e 72e · Nelly Guilbert 65e · Émilie Trimoreau 86e | – | ?                                                                                 |
| 28.                                                                               | 18/09/2005                                                                        | Stade Georges-Lefèvre, St-Germain-en-Laye                                         | D1 - 3e journée                                                                   | PSG 0 - 4 JUV                                                                     | Marinette Pichon 38e · Élise Bussaglia 43e · Virginie Bourdille-Mendes 76e · Laëtitita Tonazzi 83e                                | – | 60                                                                                |
| 29.                                                                               | 18/12/2005                                                                        | Stade Georges-Maquin, Viry-Châtillon                                              | D1 - 13e journée                                                                  | JUV 5 - 0 PSG                                                                     | Marinette Pichon 22e 65e 75e · Peggy Provost 69e · Sandrine Soubeyrand 78e                                                        | – | 300                                                                               |
| 30.                                                                               | 17/09/2006                                                                        | Stade Georges-Maquin, Viry-Châtillon                                              | D1 - 3e journée                                                                   | JUV 1 - 0 PSG                                                                     | Stéphanie Legrand 40e (csc) | – | 150                                                                               |
| 31.                                                                               | 15/04/2007                                                                        | Camp des loges, St-Germain-en-Laye                                                | D1 - 13e journée                                                                  | PSG 2 - 2 JUV                                                                     | Marinette Pichon 18e · Laëtitita Tonazzi 48e                                                                                      | Mériame Ben Abdelwahab 27e · Laure Boulleau 66e                                                                | 200                                                                               |
| 32.                                                                               | 11/11/2007                                                                        | Stade Georges-Maquin, Viry-Châtillon                                              | D1 - 7e journée                                                                   | JUV 1 - 1 PSG                                                                     | Laëtitia Tonazzi 22e | Caroline Pizzala 28e                                                                                           | 200                                                                               |
| 33.                                                                               | 06/04/2008                                                                        | Camp des loges, St-Germain-en-Laye                                                | D1 - 17e journée                                                                  | PSG 0 - 2 JUV                                                                     | Julia Dany 47e · Laëtitia Tonazzi 55e                                                                                             | – | 180                                                                               |
| 34.                                                                               | 27/04/2008                                                                        | Stade Georges-Maquin, Viry-Châtillon                                              | Coupe de France - 1/2 finale                                                      | JUV 1 - 2 PSG                                                                     | Sandra Anger-Matute 49e | Marie-Laure Delie 22e 79e                                                                                      | 450                                                                               |
| 35.                                                                               | 14/09/2008                                                                        | Camp des loges, St-Germain-en-Laye                                                | D1 - 4e journée                                                                   | PSG 0 - 2 JUV                                                                     | Sandrine Soubeyrand 84e · Corinne Lebailly 85e                                                                                    | – | 200                                                                               |
| 36.                                                                               | 08/02/2009                                                                        | Stade Georges-Maquin, Viry-Châtillon                                              | D1 - 14e journée                                                                  | JUV 2 - 1 PSG                                                                     | Laëtitia Tonazzi 71e 85e | Candice Prévost 36e                                                                                            | 200                                                                               |
| 37.                                                                               | 18/10/2009                                                                        | Parc des Princes, Paris                                                           | D1 - 4e journée                                                                   | PSG 1 - 0 JUV                                                                     | – | Camille Abily 6e                                                                                               | 5 892                                                                             |
| 38.                                                                               | 11/04/2010                                                                        | Stade Robert-Bobin, Bondoufle                                                     | D1 - 14e journée                                                                  | JUV 3 - 0 PSG                                                                     | Amélie Coquet 13e · Laëtitia Tonazzi 54e · Julie Rabanne 66e                                                                      | – | 1 100                                                                             |
| 39.                                                                               | 15/12/2010                                                                        | Stade Robert-Bobin, Bondoufle                                                     | D1 - 8e journée                                                                   | JUV 0 - 0 PSG                                                                     | – | – | 70                                                                                |
| 40.                                                                               | 27/03/2011                                                                        | Stade Georges-Lefèvre, St-Germain-en-Laye                                         | D1 - 18e journée                                                                  | PSG 3 - 1 JUV                                                                     | Gaëtane Thiney 38e | Caroline Pizzala 20e · Kátia Da Silva 44e · Jessica Houara 75e                                                 | 400                                                                               |
| 41.                                                                               | 06/11/2011                                                                        | Stade Léo-Lagrange, Sainte-Geneviève-des-Bois                                     | D1 - 8e journée                                                                   | JUV 1 - 0 PSG                                                                     | Gaëtane Thiney 8e | – | 1 227                                                                             |
| 42.                                                                               | 10/03/2012                                                                        | Stade Robert-Bobin, Bondoufle                                                     | Coupe de France - 1/8 finale                                                      | JUV 0 - 0 PSG                                                                     | – | – | 600                                                                               |
| 43.                                                                               | 25/03/2012                                                                        | Stade Michel-Hidalgo, Saint-Gratien                                               | D1 - 18e journée                                                                  | PSG 1 - 3 JUV                                                                     | Janice Cayman 16e · Gaëtane Thiney 49e (pen.) · Virginie Bourdille-Mendes 55e                                                     | Delphine Blanc 23e                                                                                             | 1 700                                                                             |
| 44.                                                                               | 09/12/2012                                                                        | Stade Charléty, Paris                                                             | D1 - 11e journée                                                                  | PSG 2 - 1 JUV                                                                     | Véronique Pons 12e (csc) | Lindsey Horan 59e · Linda Bresonik 84e                                                                         | 800                                                                               |
| 45.                                                                               | 23/03/2013                                                                        | Stade Charléty, Paris                                                             | Coupe de France - 1/8 finale                                                      | PSG 2 - 0 JUV                                                                     | – | Shirley Cruz Traña 6e · Kosovare Asllani 16e                                                                   | 800                                                                               |
| 46.                                                                               | 18/05/2013                                                                        | Stade Georges-Maquin, Viry-Châtillon                                              | D1 - 21e journée                                                                  | JUV 0 - 2 PSG                                                                     | – | Lindsey Horan 9e 51e                                                                                           | 980                                                                               |
| 47.                                                                               | 06/12/2013                                                                        | Stade Charléty, Paris                                                             | D1 - 11e journée                                                                  | JUV 1 - 0 PSG                                                                     | Sandrine Brétigny 38e | – | 800                                                                               |
| 48.                                                                               | 10/05/2014                                                                        | Stade Robert-Bobin, Bondoufle                                                     | Coupe de France - 1/2 finale                                                      | JUV 0 - 6 PSG                                                                     | – | Shirley Cruz Traña 39e · Lindsey Horan 44e · Linda Bresonik 56e · Marie-Laure Delie 70e 72e 81e                | 958                                                                               |
| 49.                                                                               | 24/05/2014                                                                        | Stade Robert-Bobin, Bondoufle                                                     | D1 - 21e journée                                                                  | JUV 2 - 2 PSG                                                                     | Gaëtane Thiney 6e · Nelly Guilbert 85e                                                                                            | Marie-Laure Delie 16e · Lindsey Horan 74e                                                                      | 2 500                                                                             |
| 50.                                                                               | 04/10/2014                                                                        | Stade Charléty, Paris                                                             | D1 - 5e journée                                                                   | PSG 2 - 0 JUV                                                                     | – | Kosovare Asllani 60e · Lindsey Horan 74e                                                                       | 1 200                                                                             |
| 51.                                                                               | 09/01/2015                                                                        | Stade Robert-Bobin, Bondoufle                                                     | D1 - 15e journée                                                                  | JUV 0 - 3 PSG                                                                     | – | Kenza Dali 40e (pen.) · Fatmire Alushi 54e · Caroline Seger 80e                                                | 1 850                                                                             |
| 52.                                                                               | 05/12/2015                                                                        | Stade Robert-Bobin, Bondoufle                                                     | D1 - 11e journée                                                                  | JUV 0 - 5 PSG                                                                     | – | Lindsey Horan 45e · Cristiane 51e · Anja Mittag 57e 88e · Kheira Hamraoui 85e                                  | 2 945                                                                             |
| 53.                                                                               | 14/02/2016                                                                        | Stade Charléty, Paris                                                             | Coupe de France - 1/8 finale                                                      | PSG 2 - 0 JUV                                                                     | – | Lisa Dahlkvist 42e · Érika 71e                                                                                 | 800                                                                               |
| 54.                                                                               | 21/05/2016                                                                        | Stade Charléty, Paris                                                             | D1 - 22e journée                                                                  | JUV 2 - 2 PSG                                                                     | Camille Catala 44e · Kadidiatou Diani 52e                                                                                         | Érika 45e · Anja Mittag 83e                                                                                    | 2 000                                                                             |
| 55.                                                                               | 10/12/2016                                                                        | Stade Georges-Lefèvre, St-Germain-en-Laye                                         | D1 - 10e journée                                                                  | PSG 3 - 0 JUV                                                                     | – | Marie-Laure Delie 35e 55e 65e                                                                                  | 447                                                                               |
| 56.                                                                               | 25/02/2017                                                                        | Stade Robert-Bobin, Bondoufle                                                     | D1 - 15e journée                                                                  | JUV 1 - 2 PSG                                                                     | Gaëtane Thiney 66e | Irene Paredes 62e · Marie-Antoinette Katoto 64e                                                                | 1 674                                                                             |
| 57.                                                                               | 12/03/2017                                                                        | Stade Robert-Bobin, Bondoufle                                                     | Coupe de France - 1/4 finale                                                      | JUV 1 - 1 PSG                                                                     | Estelle Cascarino 81e | Marie-Laure Delie 8e                                                                                           | ?                                                                                 |
| 58.                                                                               | 15/10/2017                                                                        | Stade Robert-Bobin, Bondoufle                                                     | D1 - 6e journée                                                                   | PFC 0 - 1 PSG                                                                     | – | Marie-Antoinette Katoto 45e                                                                                    | 1 438                                                                             |
| 59.                                                                               | 27/01/2018                                                                        | Stade Charléty, Paris                                                             | Coupe de France - 1/16 finale                                                     | PFC 0 - 2 PSG                                                                     | – | Irene Paredes 80e · Marie-Antoinette Katoto 81e                                                                | 1 504                                                                             |
| 60.                                                                               | 12/03/2018                                                                        | Stade Georges-Lefèvre, St-Germain-en-Laye                                         | D1 - 16e journée                                                                  | PSG 4 - 1 PFC                                                                     | Mathilde Bourdieu 90+2e | Marie-Antoinette Katoto 40e 72e 81e · Sandy Baltimore 68e                                                      | 204                                                                               |
| 61.                                                                               | 09/09/2018                                                                        | Stade Jean-Bouin, Paris                                                           | D1 - 2e journée                                                                   | PSG 5 - 1 PFC                                                                     | Ève Périsset 80e (csc) | Marie-Antoinette Katoto 14eWang Shuang 39e · Grace Geyoro 50e · Kadidiatou Diani 59e · Ève Périsset 67e (pen.) | 1 391                                                                             |
| 62.                                                                               | 09/12/2018                                                                        | Stade Robert-Bobin, Bondoufle                                                     | D1 - 13e journée                                                                  | PFC 1 - 3 PSG                                                                     | Linda Sällström 6e | Paulina Dudek 15e · Kadidiatou Diani 40e 70e                                                                   | 2 341                                                                             |
| 63.                                                                               | 19/10/2019                                                                        | Stade Jean-Bouin, Paris                                                           | D1 - 6e journée                                                                   | PSG 2 - 0 PFC                                                                     | – | Marie-Antoinette Katoto 33e 55e                                                                                | 1 624                                                                             |
| 64.                                                                               | 15/12/2019                                                                        | Stade Charléty, Paris                                                             | D1 - 12e journée                                                                  | PFC 0 - 3 PSG                                                                     | – | Marie-Antoinette Katoto 25e · Léa Khelifi 46e · Ashley Lawrence 74e                                            | 2 174                                                                             |
| 65.                                                                               | 06/12/2020                                                                        | Stade Georges-Lefèvre, St-Germain-en-Laye                                         | D1 - 10e journée                                                                  | PSG 4 - 1 PFC                                                                     | Évelyne Viens 82e | Anaig Butel 2e (csc) · Marie-Antoinette Katoto 17e · Sandy Baltimore 46e · Ramona Bachmann 62e                 | Huis-clos                                                                         |
| 66.                                                                               | 06/05/2021                                                                        | Stade Charléty, Paris                                                             | D1 - 19e journée                                                                  | PFC 2 - 3 PSG                                                                     | Camille Catala 79e (pen.) · Coumba Sow 90+2e                                                                                      | Signe Bruun 21e 72e · Sara Däbritz 67e (pen.)                                                                  | Huis-clos                                                                         |
| 67.                                                                               | 26/09/2021                                                                        | Stade Georges-Lefèvre, St-Germain-en-Laye                                         | D1 - 4e journée                                                                   | PSG 4 - 0 PFC                                                                     | – | Marie-Antoinette Katoto 18e 26e · Kadidiatou Diani 43e · Sara Däbritz 59e (pen.)                               | 623                                                                               |
| 68.                                                                               | 03/04/2022                                                                        | Stade Charléty, Paris                                                             | D1 - 18e journée                                                                  | PFC 0 - 0 PSG                                                                     | – | – | 2 519                                                                             |
| 69.                                                                               | 04/12/2022                                                                        | Stade Charléty, Paris                                                             | D1 - 10e journée                                                                  | PFC 0 - 1 PSG                                                                     | – | Sandy Baltimore 55e                                                                                            | 3 293                                                                             |
| 70.                                                                               | 07/05/2023                                                                        | Stade Georges-Lefèvre, St-Germain-en-Laye                                         | D1 - 20e journée                                                                  | PSG 0 - 0 PFC                                                                     | – | – | 814                                                                               |
| 71.                                                                               | 17/12/2023                                                                        | Stade Charléty, Paris                                                             | D1 - 11e journée                                                                  | PFC 1 - 2 PSG                                                                     | Gaëtane Thiney 4e | Sandy Baltimore 36e (pen.) · Marie-Antoinette Katoto 44e                                                       | 4 002                                                                             |
| 72.                                                                               | 10/03/2024                                                                        | Stade Robert-Bobin, Bondoufle                                                     | Coupe de France - 1/2 finale                                                      | PFC 3 - 3 PSG 3-4t. a. b.                                                         | Gaëtane Thiney 28e (pen.) · Sakina Karchaoui 64e (csc) · Louna Ribadeira 71e                                                      | Grace Geyoro 13e · Tabitha Chawinga 56e 85e                                                                    | 4 359                                                                             |
| 73.                                                                               | 24/04/2024                                                                        | Campus PSG, Poissy                                                                | D1 - 21e journée                                                                  | PSG 1 - 1 PFC                                                                     | Kessya Bussy 30e | Anaïs Ebayilin 71e                                                                                             | 702                                                                               |
| 74.                                                                               | 11/05/2024                                                                        | Parc des Princes, Paris                                                           | D1 - 1/2 finale                                                                   | PSG 2 - 2 PFC 5-4t. a. b.                                                         | Clara Mateo 36e · Daphne Corboz 56e                                                                                               | Grace Geyoro 52e (pen.) · Marie-Antoinette Katoto 72e                                                          | 5 971                                                                             |
| 75.                                                                               | 07/12/2024                                                                        | Stade Charléty, Paris                                                             | PL - 10e journée                                                                  | PFC 1 - 1 PSG                                                                     | Clara Mateo 87e | Jennifer Echegini 58e                                                                                          | 6 667                                                                             |
| 76.                                                                               | 15/03/2025                                                                        | Campus PSG, Poissy                                                                | PL - 17e journée                                                                  | PSG 0 - 0 PFC                                                                     | – | – | 1 029                                                                             |

| Compétition     | Matchs | Victoires/PFC | Nuls | Victoires/PSG | Buts/PFC | Buts/PSG |
| Division 1      | 67     | 28            | 13   | 26            | 91       | 87       |
| Coupe de France | 9      | 1             | 3    | 5             | 12       | 18       |
| Total           | 76     | 29            | 16   | 31            | 103      | 105      |

#### Palmarès des deux équipes
| Équipe            | Championnat de France                  | Coupe de France            |
| ----------------- | -------------------------------------- | -------------------------- |
| Paris FC (Juvisy) | 6 (1992, 1994, 1996, 1997, 2003, 2006) | 1 (2005)                   |
| Paris SG          | 1 (2021)                               | 4 (2010, 2018, 2022, 2024) |

#### Meilleures buteuses
Dernière mise à jour le 27 mars 2025.
|    | Joueuse                 | Buts          | Total buts |
| -- | ----------------------- | ------------- | ---------- |
| 1. | Marie-Antoinette Katoto | Paris SG (15) | 15         |
| 2. | Marie-Laure Delie       | Paris SG (10) | 10         |
| 3. | Marinette Pichon        | Juvisy (9)    | 9          |
| 4. | Laëtitia Tonazzi        | Juvisy (8)    | 8          |
| 5. | Lindsey Horan           | Paris SG (6)  | 6          |
| 5. | Gaëtane Thiney          | Paris FC (6)  | 6          |

### Rivalité entre le Paris FC et le FC Fleury 91
Le FC Fleury 91 entretient une rivalité avec le Paris FC, avec qui il dispute le derby de l'Essonne. Le Paris FC, bien que domicilié dans la capitale, est le successeur du FCF Juvisy, club historique du football féminin français, situé en Essonne comme Fleury. En 2017, alors que Fleury tente de convaincre Juvisy de fusionner, le club juvisien se tourne vers le Paris FC. Il dispute cependant jusqu'en 2022 ses matches au stade Robert-Bobin de Bondoufle, et est même prioritaire sur le FC Fleury, ce qui engendre des tensions entre les deux équipes. Ces tensions politiques sont également liées à l'attribution des subventions par le département de l'Essonne, qui distribuait en 2017 quelques 236 000 € à Juvisy contre seulement 15 000 € au voisin Fleury. À partir de la saison 2021-2022, les deux équipes sont à la lutte pour la 3e place du championnat, qualificative pour la Ligue des champions. Le 16 septembre 2022, le derby dégénère et Fleury termine le match à 9 contre 11 après les exclusions de Léa Le Garrec et Rosemonde Kouassi.
De nombreuses joueuses passent cependant d'un club à l'autre, à l'image de Charlotte Fernandes ou Daphne Corboz.

## Stades et installations sportives
| \| Parc des Princes Stade Charléty Stade Jean-Bouin Stade Bergeyre Stade Didot Cité des Sports d'Issy Stade Élisabeth Stade Pershing \| Localisation des stades actuels et historiques (italique) de Paris. |
| Parc des Princes Stade Charléty Stade Jean-Bouin Stade Bergeyre Stade Didot Cité des Sports d'Issy Stade Élisabeth Stade Pershing                                                                           |

| Parc des Princes Stade Charléty Stade Jean-Bouin Stade Bergeyre Stade Didot Cité des Sports d'Issy Stade Élisabeth Stade Pershing |

| \| Stade Robert-Bobin Stade Adolphe-Chéron Cité des Sports d'Issy Stade Georges-Lefèvre Stade Georges-Maquin Stade Walter-Felder Campus PSG \| Localisation des stades actuels et historiques (italique) d'Île-de-France. |
| Stade Robert-Bobin Stade Adolphe-Chéron Cité des Sports d'Issy Stade Georges-Lefèvre Stade Georges-Maquin Stade Walter-Felder Campus PSG                                                                                  |

| Stade Robert-Bobin Stade Adolphe-Chéron Cité des Sports d'Issy Stade Georges-Lefèvre Stade Georges-Maquin Stade Walter-Felder Campus PSG |